# Brent McGrath
Brent McGrath est un footballeur australien, né le 18 juin 1991 à Sydney en Australie. Il évolue comme attaquant.

## Sélection nationale
Brent McGrath obtient sa première sélection le 29 mars 2011 contre l'Allemagne. Il rentre à la place de Brett Holman à deux minutes de la fin de ce match amical remporté (2-1) par les socceroos.

## Palmarès
Vierge